# 鍾樹根
鍾樹根，SBS，MH，JP（1957年3月31日—），廣東東莞人，香港立法會議員（2012-2016）、香港大學校董（2012-2015）、太平紳士，民建聯及工聯會成員，前香港市政局議員、東區區議會議員。

## 簡歷
鍾樹根於香港出生、長大，1970年在東莞工商總會東義學校完成小學，1975年畢業於聖士提反堂中學。2002年，完成由香港大學SPACE和暨南大學教育系主辦的社會科學文憑班。2004年，在短短兩年間跳過學士，直接得到英國蘇格蘭格拉斯哥卡利多尼安大學理科碩士學位，主修電子商貿；2009年，取得威爾斯紐波特大學工商管理碩士學位（MBA）。2011年，攻讀倫敦南岸大學工商管理博士，研究當代工商管理及策略，但因2012年立法會選舉停學至今。
鍾樹根現為香港電腦學會及香港互聯網專業人員協會會員，協助業界資歷評審工作。被委任為資訊科技及通訊行業培訓諮詢委員會工程、開發與維護《能力標準說明》編撰專責小組委員。
鍾樹根自1976年從事資訊科技工作至今，1999年開始任全職區議員。於2009年2月1日獲委任為中國金融租賃集團（2312.HK）之獨立非執行董事，亦為該集團審計委員會成員。2013年2月1日，辭任獨立非執行董事之職。

## 從政經歷
鍾樹根在1993年加入民建聯，現為民建聯中央委員會成員港島東支部主席。2000年，參加民建聯所辦的黨校，在香港大學專業進修學院 （HKU SPACE）、北京清華大學及美國雪城大學修讀公共行政課程，2008年在北京國家行政學院進修。2004年，民建聯委派鍾樹根參加美國國務院主辦的《國際領袖訪問計劃》（International Visitor Leadership Program，IVLP），廣泛考察美國各州的非政府組織、少數族裔、基層政治、民主選舉、和政黨政治等問題。
他於1991年當選東區區議會議員，1994年、1999年、2003年、2007年、2011年成功連任，成為港島區議會歷史上連任次數第二多之區議會議員。2000至2003年及2008年至2011年間任東區區議會副主席，曾於2012年擔任東區區議會主席，11月28日辭任。
1995年當選市政局議員，至1999年12月取消臨時市政局為止。鍾樹根曾參與多屆香港立法會選舉，2000年香港立法會選舉港島選區，民建聯名單中，程介南、蔡素玉、孫啟昌、鍾樹根、楊位款共得72,617票，由程介南及蔡素玉當選。由於程介南放棄議席，要進行補選，民建聯派出東區支部主席鍾樹根出戰，得78,282票敗於民主派余若薇。
2012年香港立法會選舉，以33,901票當選立法會議員。鍾樹根時為立法會環境事務委員會副主席、監察西九文化區計劃推行情況聯合小組委員會主席。民建聯立法會民政事務發言人。
2015年香港區議會選舉，原本有望自動當選的他，在提名期最後一天被獨立人士徐子見參選挑戰，最後鍾以1,863票，不敵獲2,026票的徐子見，連任失敗，結束長達24年的區議會生涯。有約150名網民響應網上號召，於選舉翌日到他的漁灣邨辦事處外舉行「鍾樹連根拔起慶祝會」。他的落選被認為是民建聯在2016年香港立法會選舉，港島區把他排至名單第二位的原因之一。
| 選區 | 編號 | 政黨     | 候選人         | 票數（百分比） |
| ---- | ---- | -------- | -------------- | -------------- |
| 漁灣 | 1    | 民建聯   | 鍾樹根         | 1,863 (47.9%)  |
| 漁灣 | 2    | 傘下爸媽 | 徐子見（當選） | 2,026 (52.1%)  |

至2016年香港立法會選舉前夕，民建聯於6月宣布決定改由副主席張國鈞出戰立法會港島區直選，鍾樹根暗示當中或涉中聯辦插手，直言所有政黨都想擴展自己席位，民建聯內有不少人都對派兩隊參選有信心，但民建聯在港島只派1張名單參選，只會令議席萎縮，認為民建聯決定「非常奇怪、難以理解」。

## 政府公職

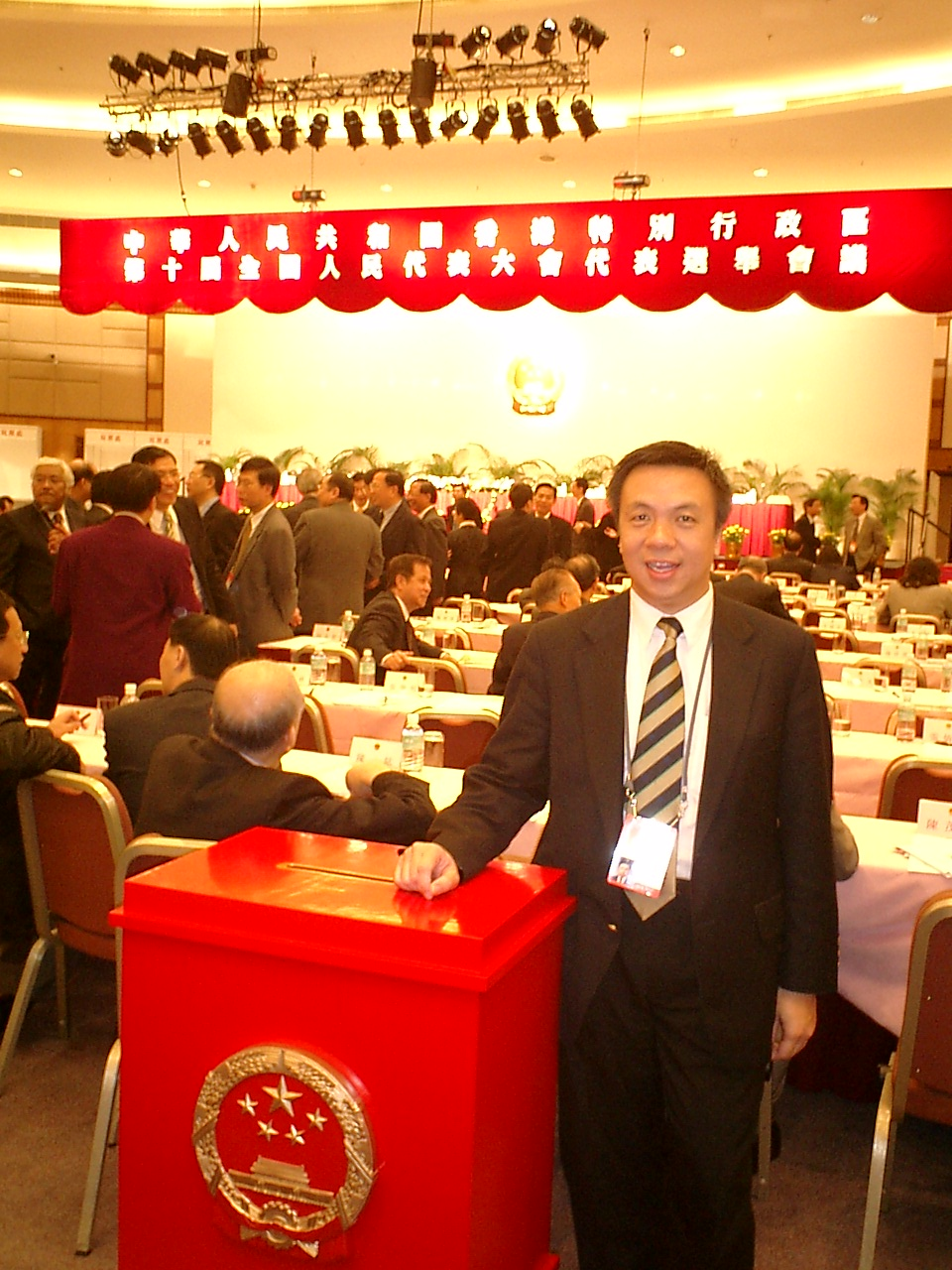
鍾樹根在2002年全國第十屆人大選舉香港區代表選舉會議

1999年，鍾樹根獲香港特區授榮譽勳章（MH），2003年，被任命為太平紳士，2009年獲授銅紫荊星章(BBS)。鍾樹根亦被香港特區政府委任多項職務，包括市政上訴委員（2000-2006, 2008-）、警監會觀察員（2000-2007）、漁統處顧問委員（2000-2006）、漁類獎學金委員（2000-2006），2007年被委任為漁農業諮詢委員會成員，水產養殖業小組主席，2009年及2011年，繼續被委任及擔任小組主席。2013年起任香港廉政公署貪污問題諮詢委員會委員。
鍾樹根自當市政局議員後，專責文化事務。曾任市政局公共圖書館事務委員會副主席，演藝團體工作小組主席，管理香港話劇團、香港舞蹈團及香港中樂團。取消市政局後，他亦擔任香港話劇團理事會成員(2001-2007:副主席, 2008-:司庫)、香港小交響樂團顧問委員會成員(1997-2005, 2006-2011)、香港東區文藝協進會主席。2005年，特區政府委委任為香港藝術中心監督團成員。2007年獲邀加入香港公共藝術理事會。2008年，民政局委任為香港藝術發展局成員，並被選為香港藝術發展局藝術支援委員會主席及文學組副主席。2009年再獲委任為香港藝術中心監督團成員，並出任香港藝術學院校董會成員。2011年，再被委任為香港藝術發展局成員，並被選為香港藝術發展局藝術支援委員會主席及藝術行政組副主席。
香港主權移交前，他被香港新華社邀請為第一批區事顧問。他曾任廣東省青年聯合會特邀委員（1995-2000）。1997年後，他任第一至四屆行政長官選舉委員會成員，全國人民代表大會第九至十二屆港區推選委員，現任廣州市海外聯誼會理事（2008-）、廣東省僑聯顧問（2009-）及中華海外聯誼會理事（2008-），2012年，鍾樹根被邀請為黑龍江省哈爾濱市政協第十二屆特邀委員，2013年任哈爾濱市海外聯誼會理事。

## 社會服務
鍾樹根長期參與地區工作，青少年時已加入著名青年組職學友社。歷任學友社區總幹事、社長等職務，現為學友社名譽社長。他當選區議員後，為漁民爭取權益。1993年因香港大型基建工程，大量海沙挖掘，造成香港水域海床遭受破壞，漁民生計嚴重影響。鍾樹根曾發起一千多艘漁船海上大遊行，堵塞維多利亞港近兩個小時，以致其他船隻不能出入，引起其他船隻使用者不滿，最終迫使政府賠償漁民特惠津貼二億餘港元。他創辦香港漁民近岸作業協會，任會長。及後聯合各區漁民創立香港漁民團體聯席會議，任副主席、2007年任副會長，現為廣東省流動漁民協會顧問。2002年開始，鍾樹根被推選為柴灣區街坊福利會理事長，2008年出任柴灣區街坊福利會會長。2008年，成立東莞同總會港島東分會，任會長；同年被選任為東莞同鄉總會副會長、香港東莞茶山同鄉會副主席，2012年被選任為香港東莞茶山同鄉會常務副會長。2009年，任東莞工商總會副會長。2008年與鍾瑞明等人成立香港鍾氏宗親會，任副會長，2011年被選任為該會秘書長。鍾樹根亦為九龍聯青社，及維港獅子會成員。2015年，鍾樹根落選東區區議員。

## 个人言论

### 指责黃毓民
立法會在辯論2012立法年度的首項動議時，鍾樹根批評資訊委員會主席黃毓民，認為他會議文件準備得比區議會更差。立法會秘書處澄清，所有文件在會議前已準備妥當。同場的鄭經翰斥鍾，會議有關文件早已放在檯面，是由立法會秘書處準備。
黃毓民其後叫鍾請教民建聯的秘書處或資深議員葉國謙，並提醒他不要「一嚿雲」（渾渾噩噩）地去開會。

### 在會議上叫王維基「收皮」
2013年11月11日，立法會資訊科技及廣播事務委員會審議港台的新廣播大樓工程計劃。會議上港台表示，工程將花近六十一億元。及後鍾樹根表示「原來淨係基礎設施都要幾十億，王維基只有那十多億，『收皮啦』！」暗諷身為香港電視網絡主席的王維基資金不足。由於香港電視不獲發牌一事惹來不少爭議，特別是泛民主派支持者認為政府的審批過程存在「黑箱作業」，鍾的言論引起不少人的反感。

### 發假圖片抹黑雨傘革命
2014年9月下旬，香港爆發佔領運動，數以十萬計市民持續佔據多處道路。同年十月初，在警方拆除金鐘棚架路障後，鍾樹根在Facebook分享一批示威者搭建竹棚的照片，留言稱「這是和平佔中嗎？上帝要你滅亡，必先使你瘋狂！」當中卻夾雜一張尖銳陷阱照片。網民以Google搜尋圖片功能發現該照片其實是越戰時使用的陷阱，並非示威者所設。部分網民斥他有意抹黑集會人士，大呼「民建聯最無恥」，亦有人認為他選取一張極容易搜出原圖的圖而被秒殺。
11月旺角爆生嚴重警民衝突，鍾樹根隨即在Facebook分享一張鐵製雨傘圖片，和一張懷疑警員面部受傷圖片，並留言表示：「今朝，毛婆話好震驚，點解話雨傘都會係攻擊性武器？今晩，旺角再次出現嚴重衝突，示威者就用這種暗藏刀片在雨傘的『鐵蓮花』武器。多名警察受傷。」不過原來所謂的「鐵蓮花」原來只是一藝術裝置，先後於土耳其及南京出展，有關設計公司對設計原意被扭曲及失實訊息感到憤怒並失望，稱會保留追究權利。鍾樹根在設計公司發出聲明不久後，將兩幅圖片刪除。

### 指责梁家傑是偽君子
2014年11月11日工務小組委員會特別會議期間，處理有12名建制派議員逾期參加小組委員會的申請，但秘書處先後收到通知，有11名議員今日不會出席會議。鍾樹根要求委員會主席梁家傑用酌情權處理有12名建制派議員逾期參加小組委員會的申請。但梁家傑指出主席沒有酌情權，之後鍾樹根就斥梁家傑是偽君子。 及後梁家傑反駁指，鍾未有清楚閱讀議事規則。

### 指幼兒教育是生意
2015年7月4日，在立法會「研究落實免費幼稚園教育小組委員會會議」公聽會環節上，鍾公開指「如果你自己經營得好，（幼兒教育）確實是一門很好的一個生意」，又不理在場人士起哄續指「有些人有錢賺，有些辦學團體有錢賺」。一眾幼稚園校長及老師隨即對他的講話表示不滿，其後離場抗議。
鍾其後接受訪問指當時會議都即將完結，又認為教育工作者對「生意」二字過於敏感，他堅拒收回相關言論，反問「收咩回？」。鍾的言論令不少人反感，一批幼兒教育界人士就此發起聯署，超過一千三百多人簽名斥責他「無知傲慢」令幼兒教師受冒犯。聯署點名譴責鍾樹根貶低學界專業，批評鍾的見識鄙陋、淺薄。聯署又指出，不少非牟利幼稚園現時都是自負盈虧，艱苦地撐持下去，但「鍾樹根作為立法會教育事務委員會委員卻對教育事務一知半解」。及後鍾態度轉變，發出聲明稱願意收回言論。

### 指控徐子見派發過期食品
2015年10月28日，文匯報於區議會選舉期間刊登報道，稱疑為徐子見的義工於16日在巴士站旁派發朱古力，吸引約20多名長者領取。但隨後被發現當中有朱古力已過食用期限。鍾樹根隨即在選區內派發單張，不點名批評「傘兵」派發過期朱古力、欺騙長者。徐子見競選團隊後來於Facebook專頁中發聲明否認曾派發朱古力。徐的選舉經理亦指當日在區內派發單張時有人同時向途人派發朱古力，團隊和該人沒有任何關係，更指當日已有人報警，警員到場了解後亦沒有發現朱古力過期，表明已向選管會投訴鍾作出失實陳述。

## 爭議

### 用語出錯
鍾樹根在當選立法會議員後印製大量卡片，但上面的文字錯漏百出。例如將中華人民共和國的英文寫作「the People's Republic of Hong Kong」（香港人民共和國），「Legislative」（立法）拼錯為「Legistrative」三次之多，而「Administrative」（行政）一詞則欠一個「i」字而變成「Adminstrative」。鍾解釋是一時「串錯字」。。又在其Facebook專頁介紹自己為「主法會」議員，及後更改為「立法會」，卻顯示澳門立法會的地圖，其後再更改為「在『立法會議員』擔任議員」，至2012年10月31日再改正為「在香港特別行政區立法會擔任議員（港島區）」。
雖然鍾樹根聲稱曾在英國讀書，但其英文水平一直被受質疑。例如在2014年5月，立法會交通事務委員會鐵路事宜小組委員會的一次會議上，鍾樹根以粗劣生硬的英語指責時任港鐵行政總裁韋達誠：「You are 尖明（dreaming） in on your office! You've not been attentive to your work!」、「What Are Is Your Daily Work?」、「I don't think so 囉」，其博士資格一直受到懷疑。值得注意的是，有傳媒指他讀博士學位時就讀的倫敦南岸大學學費較牛津大學、劍橋大學等傳統名校還要高。他是繼陳克勤、李慧琼後另一位因語文水平被熱議的民建聯議員。
鍾樹根亦多次錯誤使用中文成語及俚語，如「子烏虛有」（實為子虛烏有）、「雞毛鴨蒜」（實為雞毛蒜皮，鍾把原成語與另一粵語俗語「雞毛鴨血」混為一談而得出）、「焚書坑孺」（實為焚書坑儒）、「食碗底，反碗面」（實為「食碗面，反碗底」）。鍾的口誤不少都是來自他批評別人時的講話，例如2014年11月鍾在財委會上批評泛民主派，將明目張膽講成「明張目膽」。
由於他的雙語能力成疑，加上發言常具有爭議，一些泛民主派及本土派支持者戲稱他作「Tree根」。
2015年1月，鍾樹根在Facebook發文，誤把「根本」寫成「跟本」。由於他自己名字亦有「根」字，被網民質疑他會否寫自己的名字。另外，在他發行的2015年區議會選舉宣傳單張中，他的英文名字「Chris CHUNG」被拼錯成「Chirs CHUNG」。他回應時辯稱有關失誤是源於印刷公司出錯。

### 佔領維港
1993年鍾樹根為區議員，當年玫瑰園工程挖沙填海，影響漁業生計。鍾於是與漁民率船於海上遊行，並封鎖海港，令其他船隻一度無法順利進出中環一帶。最終鍾與漁民成功爭取政府二億多元的賠償。事後鍾指這段經歷令他非常自豪。
二十年後，泛民主派提出以和平佔中爭取普選，鍾樹根即批評佔領要道是「為一己之私，破壞法紀，漠視市民的利益」，並擔心中環一帶的交通一旦受阻，或造成人命傷亡，認為並不值得。

### 疑似於電視節目內講粗口
鍾樹根在now電視受訪時，獲主持李鵬飛問及特區政府管治問題。期間鍾爆出一句疑似粗口“肯撚定有問題”，事後網民熱議此事，部分報章更炒作此話題。而他本人則辯稱當時說的是“肯肯定有問題”。

### 涉嫌主導建制派表決策略
2015年6月17至18日，立法會就2016及2017年普選方案進行討論及表決。當天建制派為了等待遲到的劉皇發一同投下贊成票，包括鍾樹根在內大部份建制派離場，意圖令會議流會，讓劉趕及回來。然而部份建制派並未有一起離場，導致會議有足夠法定人數繼續進行表決，最後立法會以廿八票對八票大比數否決政改方案。建制派議員紛紛到中聯辦交待事件。
事後有傳媒刊登當天建制派手機群組的交談內容，顯示鍾樹根當時積極參與討論，又提醒建制派議員「不要為講而講」。最終建制派議員的策略嚴重出錯，令議案被大比數否決。

## 參與節目
- 2015年：網絡挑機

## 外部連結
- 東區區議會網站
- 鍾樹根議員網站
- 鍾樹根Facebook專頁（页面存档备份，存于）
- 鍾樹根Facebook个人档案（页面存档备份，存于）

| 香港區議會    | 香港區議會                                             | 香港區議會    |
| ------------- | ------------------------------------------------------ | ------------- |
| 前任： 貝納祺 | 東區區議會 柴灣北選區區議員 1991年3月4日—1994年9月30日 | 選區改為漁灣  |
| 首任          | 東區區議會 漁灣選區區議員 1994年10月1日—2015年12月31日 | 繼任： 徐子見 |